# 賴納赫 (巴塞爾鄉村州)

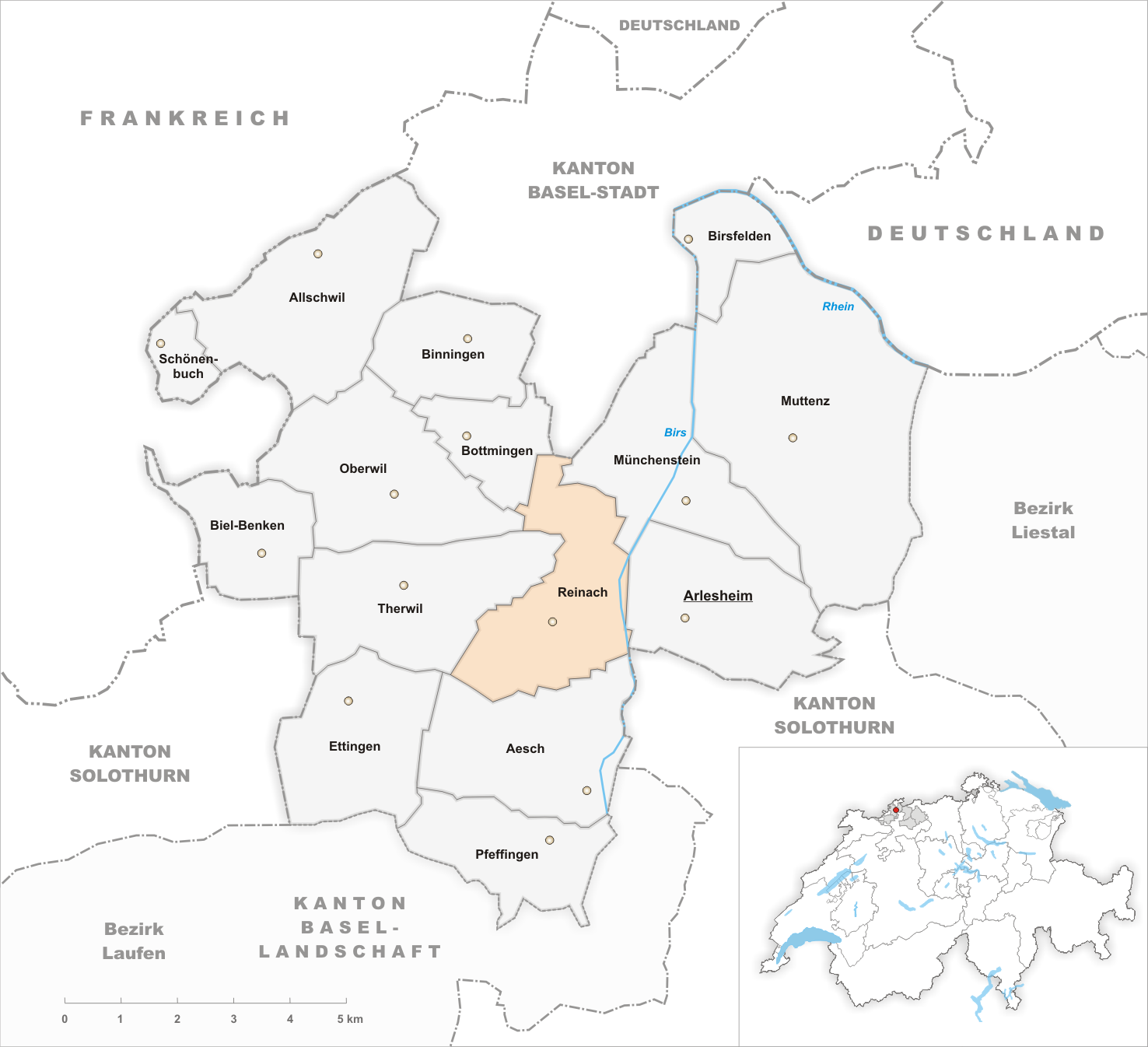
赖纳赫市地图

賴納赫（德語：Reinach）是瑞士联邦的城镇，位於該國北部，由巴塞爾鄉村州負責管轄，面積为7.0平方公里，海拔高度304米，2017年12月31日人口为19,144人，其中信奉羅馬天主教和基督教的居民各佔三成。

## 外部連結
- Official website （页面存档备份，存于） （德文）